# كونراد فيرنون
كونراد فيرنون (بالإنجليزية: Conrad Vernon)‏ هو كاتب سيناريو ومنتج أفلام ورسام رسوم متحركة ومخرج وممثل أمريكي، ولد في 11 يوليو 1968 في الولايات المتحدة.

## أعمال

### أفلام
- (2001) شريك[5]
- (2003)  أسطورة البحار السبعة[6][7]
- (2003) شريك 4-دي
- (2004) شريك 2[8]
- (2007) شريك الثالث[9]
- (2009) الوحوش ضد الفضائيين[10]
- (2010) شريك 4
- (2010) شريكليس المخيف
- (2012)  أكثر المطلوبين في أوروبا[11][12][13]
- (2014) بطاريق مدغشقر[14][15][16]
- (2016) حفلة نقانق[17]

## وصلات خارجية
- كونراد فيرنون على موقع IMDb (الإنجليزية)
- كونراد فيرنون على موقع ألو سيني (الفرنسية)
- كونراد فيرنون على موقع أول موفي (الإنجليزية)
- كونراد فيرنون على موقع بوكس أوفيس موجو (الإنجليزية)
- كونراد فيرنون على موقع قاعدة بيانات الأفلام السويدية (السويدية)
- كونراد فيرنون على موقع قاعدة بيانات الفيلم (الإنجليزية)
- كونراد فيرنون على موقع كينوبويسك (الروسية)